# Троицкий собор (Симферополь)
Свя́то-Тро́ицкий собор — собор Крымской митрополии Русской Православной Церкви. Расположен на территории Свято-Троицкого женского монастыря Симферополя. Одна из главных достопримечательностей исторического центра города. В соборе почивают мощи архиепископа Крымского Луки (Войно-Ясенецкий).

## История

### Основание
На месте современного собора ранее располагалась деревянная греческая церковь, которая была основана в 1796 году. Со временем, старую церковь разобрали и в 1868 году был построен и освящён новый просторный собор. 
Храм имеет классические архитектурные формы. Посередине возвышается восьмигранный световой барабан. Над левым приделом возведена невысокая колокольня. Фасад храма украшен декоративными узорами и мозаичными изображениями. Купола украшают ажурные кресты.

### В советское время
Из собора изымались ценности. Священники, ставшие на защиту собора, были репрессированы. 
В феврале 1933 года храм закрыли и началась подготовка к его переоборудованию под детский интернат. Однако, благодаря усилиям местных жителей-греков, идею с интернатом оставили и в 1934 году храм вновь был открыт для посещения верующими. Власти сделали исключение для этого храма, так как многие прихожане были подданными Греции и власти вынуждены были вести себя корректно. После подрыва Александро-Невского и закрытия Петро-Павловского соборов статус кафедрального перешёл к Свято-Троицкому собору. Именно этот собор стал кафедрой будущего исповедника святителя Луки, выдающегося хирурга, лауреата Сталинской Премии. Святитель Лука служил в храме в период с 1946 по 1961 год. Собор носил статус кафедрального более 70 лет, до момента основания Свято-Троицкого женского монастыря.

### Монастырь
27 декабря 2002 года решением Священного Синода Украинской Православной Церкви Свято-Троицкий собор обращён в женский монастырь, а статус кафедрального собора временно дан Петро-Павловскому храму.

## Реликвии

### Икона Богородицы «Скорбящая»
В Соборе находится особо чтимая икона Богородицы «Скорбящая». В 1998 году прихожанка одного из храмов Кировского района Крыма передала тусклую икону в храм. Спустя 2 недели прихожанка через открытые Царские Ворота заметила, что икона «обновилась». Аналогов данной иконе среди православной иконописи не было. Священный Синод УПЦ своим постановлением благословил почитание иконы. В 1999 году с иконой прошли весь полуостров.

### Мощи Святителя Луки
Свято-Троицкий Собор был последней кафедрой служения. Спустя 34 года, 22 ноября 1995 года, УПЦ причислила архиепископа Луку к лику местночтимых святых. 20 марта 1996 года мощи святителя были торжественно перенесены в Свято-Троицкий собор, а в 2000 РПЦ причислила святителя к сонму новомучеников и исповедников. В 2002 году греческие священнослужители подарили монастырю серебряную раку для хранения мощей святителя Луки. По свидетельствам очевидцев, верующие люди получали исцеления после молитв к святителю.

## Фотогалерея
- Свято-Троицкий собор